# Таранджи, Джахит Сыткы
 Джахит Сыткы Таранджи  (тур. Cahit Sıtkı Tarancı; 4 октября 1910 — 12 января 1956) — турецкий поэт и писатель.

## Биография
Таранджи, также как его отец и дядя родился в городе Диярбакыр.
Получил среднее образование в школе Святого Иосифа в Стамбуле, затем окончил Галатасарайский лицей.
После окончания средней школы, продолжил учёбу в школе политических наук (Стамбул) в период с 1931 по 1935 годы.
Затем уехал в Париж, чтобы учиться в Институте политических исследований Парижа, но был вынужден вернуться в Турцию из-за начала Второй мировой войны в 1940 году.
С 1944 года работал переводчиком в государственных информационных агентствах Anadolu Ajansi и Министерстве труда.
В 1951 году женился на Гавидане Тиназ. В 1954 году был парализован из-за тяжёлой болезни. Так как лечение его болезни не удалось в Турции, был доставлен в Вену (Австрия). Умер 12 января 1956 года в больнице. Похоронен в Турции на кладбище Джебеджи Асри в Анкаре.